# Nils Falk (jurist)
Nils Ludvig August Falk, född den 24 augusti 1901 i Umeå, död den 19 november 1984 i Uppsala, var en svensk jurist. Han var son till John Falk.
Falk avlade studentexamen i Kalmar 1920 och juris kandidatexamen vid Uppsala universitet 1925. Han genomförde tingstjänstgöring i Norra Möre och Stranda domsaga 1926–1929. Falk blev amanuens i justitiedepartementet 1929, tillförordnad fiskal i Svea hovrätt 1931 och assessor där 1936. Han var hovrättsråd 1941–1943 och 1946–1948, revisionssekreterare 1943–1946 (tillförordnad 1939–1943) och häradshövding i Falu domsaga 1948–1968. Falk var ordförande i Kopparbergs läns rättshjälpsnämnd 1951–1965, vice ordförande i Dalälvarnas virkesmätningsförening 1952–1964, ordförande 1964–1972, styrelseledamot i Falu stads sparbank 1957–1969, vice ordförande 1961–1964, ordförande 1964–1969, ordförande i övervakningsnämnden i Falun 1965–1969 och i länsnykterhetsnämnden 1967–1972. Han blev riddare av Nordstjärneorden 1945 och kommendör av samma orden 1959. Falk vilar på Vaksala kyrkogård i utkanten av Uppsala.